# يانوس فريس
يانوس فريس (بالدنماركية: Janus Friis)‏ من مواليد سنة 1976 يعتير رجل أعمال دنمركي و هو من مؤسيسي شركة سكايب مع السويدي نيكلاس زينشتروم الذي كان مساعدا له على تطوير هذا البرنامج. يعد يانوس أيضا من مؤسسي برنامج كازاكا الذي يعد من أشهر البرامج وأكثرها تحميلا في التاريخ.
يانوس هو أيضا عضو مؤسسي الألطنت أول شبكة تأمين لعملية الند للند لتعزيز المحتوى التجازي للمستهلكين وله أيضا المساهمة في تأسيس بعض برمجيات أمن الحاسوب. من هوايات يانوس فنون الدفاع عن النفس، السباحة، القفز بالمظلات والتجول على شواطئ في فصل الشتاء.